# Inlands Nordre, Inlands Fräkne, Orusts och Tjörns häraders domsaga
Inlands Nordre, Inlands Fräkne, Orusts och Tjörns häraders domsaga var en domsaga i Göteborgs och Bohus län, bildad 1698. Domsagan delades 1857 i Inlands domsaga och Orusts och Tjörns domsaga
Domsagan lydde under Göta hovrätt. Domsagan omfattade häraderna  Inlands Nordre, Inlands Fräkne, Tjörns, Orusts västra och Orusts östra härader. 

## Tingslag
- Inlands Nordre tingslag
- Inlands Fräkne tingslag
- Orusts och Tjörns tingslag